# Niculcea
Niculcea – wieś w Rumunii, w okręgu Botoszany, w gminie Havârna. W 2011 roku liczyła 41 mieszkańców.